# Pinus densiflora
El pi roig japonès (Pinus densiflora) és una espècie de conífera de la família Pinaceae nadiua del Japó, la Península de Corea, nord-est de la Xina (Heilongjiang, Jilin, Liaoning, Shandong) i l'extrem sud-est de Rússia (sud de Primorsky).
Està estretament emparentat amb el pi roig (Pinus sylvestris). És una planta ornamental amb diversos cultivars i té un paper important en el jardí japonès clàssic.

## Característiques
Fa 20–35 m d'alt. Preferix un sòl ben drenat i lleugerament àcid. Les fulles fan 8–12 cm de llargada, amb dues per fascicle. Les pinyes fan 4–7 cm de llargada. A l'hivern esdevé groguenc.